# Rivolta dell'Odio
Pour les articles homonymes, voir RDO.
Rivolta dell'Odio, également connu sous le nom de RDO, est un groupe italien de rock gothique, originaire d'Ancône, dans les Marches, actif entre 1981 et 1987. Le groupe faisait initialement partie de la scène punk rock et punk hardcore de la région des Marches, qui comprend des groupes tels que Cracked Hirn et Azione non violenta di Ancona, Paper's Gang (plus tard Gang), Reig (originaire de Macerata), i Cani de Pesaro et Dictatrista (originaire d'Ascoli Piceno). Plus tard, le style musical de RDO évolue vers le rock gothique, tout en conservant des paroles politiquement engagées.

## Histoire

### Origines et débuts
Formé au début des années 1980 par Raimondo « Oskar » Barrile, avec Marco Ossidi, Amedeo Bruni et Leonardo Buschi, Rivolta dell'Odio fait ses débuts sur un split single avec un autre groupe d'Ancône, Cracked Hirn, intitulé L'affaire Marat/Sade en 1982, rejoignant ainsi les nombreux autres groupes italiens de la scène anarcho-punk pacifiste des centres sociaux, alors en plein essor, principalement inspirée par les Anglais de Crass. Le disque est en fait produit par le label Attack Punk Records de Jumpy Velena de RAF Punk, originaire de Bologne, l'un des plus actifs sur ce front en Italie.
Durant cette période, le groupe rejoint le circuit anarcho-punk local SubPunks, dont le siège se trouve Via Rovereto à Ancône. En 1983, avec la cassette produite par Aspide Tapes intitulée La danza del sangue e del sole, des caractéristiques stylistiques tendant vers le post-punk et la new wave commencent à émerger.
Au cours de l'été 1983, ils organisent le festival Parking Gang avec Cracked Hirn et Video pallidi, dont la promotion est assurée avec l'aide de Velia Papa et du festival Inteatro. Le Parking Gang présente sur scène des groupes de la scène des Marches, au cours de soirées qui se terminent par des projections de vidéos de l'époque surréaliste et dadaïste. Parmi ces groupes, on trouve des noms comme Alcatraz Solution, Czar's, Nastynoise, Exxess, B8, Problem Music, Hyperesotic, Paper's Gang, Black rebels, Reig, Drastik, Azione diretta et Azione non violenta.

### Il cuore della bestiaetL'angelo sterminatore
Mais c'est en 1984, avec l'EP Il cuore della bestia (Totò alle prese coi dischi, 1984) que le groupe achève son évolution, combinant des thèmes anarchiques et surtout anticléricaux (dans des titres comme Altari del terrore) avec des sonorités de matrice clairement post-punk et rock gothique, notamment dans la lignée de groupes du courant « positive punk » anglais sauvage comme Ritual, Sex Gang Children, et Blood and Roses. Contrairement à d'autres groupes de dark wave de la péninsule, Rivolta dell'Odio reste cependant plus lié au circuit underground des groupes punk hardcore auxquels ils étaient unis par leurs paroles militantes et anarchistes ; en fait, en 1985, ils contribuent avec le morceau La danza del sangue à la compilation 4 Per Ⓐ//ⒶⒶ per tutti, éditée par Totò alle prese coi dischi pour soutenir A/Rivista Anarchica. La même année voit également la compilation cassette éditée par Mauro Teho Teardo et publié pour son M.T.T. Records, intitulé Osculum Infame, auquel Rivolta dell'Odio participe avec le titre Trilogia Del 7° Bastardo.
Le seul LP sorti est Osanna! L'angelo sterminatore (Totò alle prese con dischi) en 1986, où le groupe s'adonne aux sonorités horrifiques à la UK Decay/Furyo (les incursions acoustiques) associées à un style en partie redevable à celui de Paul Chain (ex-guitariste de Death SS), duquel Oskar se déclare admirateur ; et dans les textes apocalyptiques et anticléricaux (la première partie du dernier morceau La Trilogia di Torquemada est une version acoustique de Altari del terrore). L'album sort sur Totò alle prese coi dischi, un sous-label d'Attack Punk Records. Le lendemain de la sortie de l'album, Marco Ossidi quitte le groupe et est remplacé par Gianluca Russino, qui sera le chanteur du groupe pendant toute la tournée nationale de 1986-1987 jusqu'à la séparation du groupe en 1987.

### Activités post-séparation
Après la séparation de Rivolta dell'Odio, le guitariste Oskar milite d'abord dans 8780 (le nom du groupe sont des chiffres rappelant vaguement la phrase Ho tanta sete ho tanta) puis dans Comitato Esecutivo, et se consacre ensuite à plein temps à l'activité d'écrivain et d'artiste.
En 1990, ils sont inclus dans la compilation intitulée C'è chi non dorme de Squarciagola Records et en 1994 dans Prima della Seconda Repubblica, une compilation d'une quarantaine de groupes de la scène italienne du début des années 1980, produite par Provincia Attiva. En 2012, grâce à l'intérêt de Carlo Furii de Hiroshima Mon Amour et du label Sometimes Records, tous les morceaux du groupe sont réédités sur un double album portant le nom de leur unique album, Osanna! L'angelo sterminatore

## Membres

### Derniers membres
- Amedeo Bruni – basse (1981–1987)
- Raimondo « Oskar » Barrile – guitare (1981–1987)
- Gianluca Russino – voix (1986–1987)
- Angelo Micozzi – batterie (1986–1987)
- Andrea Vagnoni – clavier (1986–1987)

### Anciens membres
- Marco Ossidi – voix (1981–1986)
- Leo Felix – batterie (1981–1985)

## Discographie

### Albums studio
- 1983 : La danza del sangue e del sole
- 1986 : Osanna! L'angelo sterminatore

### Singles et EP
- 1982 : L'affaire Marat/Sade
- 1984 : Il cuore della bestia

### Best of
- 2012 : Osanna! L'angelo sterminatore

### Compilations
- 1984 : Tra Il sogno e la realtà, avec les morceaux Altari del terrore et Casa Rossa 2
- 1984 : Il destino dell'Uomo / The Doom of Man, avec le morceau Forze d'oppressione
- 1984 : 4 Per Ⓐ//ⒶⒶ per tutti
- 1985 : Osculum infame, avec le morceau Trilogia del 7° bastardo
- 1990 : C'è chi non dorme, avec le morceau Cuore (live) et Golgota
- 1994 : Prima della seconda repubblica, avec le morceau Oscurati